# Aethionema thomasianum
Aethionema thomasianum là một loài thực vật có hoa trong họ Cải. Loài này được J.Gay mô tả khoa học đầu tiên năm 1845.